# 任性 date show
《任性 date show》（日语：ワガママ date show）是日本配音員新谷良子的第一張單曲。連續三個月發售的單曲中的第一彈。商品編號為LACM-4104。

## 收錄曲
1. 任性 date show
  - 作詞、作曲、編曲：R・O・N
2. 任性 date show （off vocal）
3. 午餐盒～初級篇～
  - 作詞、作曲：／編曲：R・O・N

## 外部連結
（日語） 任性 date show （页面存档备份，存于）（Lantis上的介紹）